# Santos Futebol Clube (AP)
El Santos Futebol Clube és un club de futbol brasiler de la ciutat de Macapá a l'estat d'Amapá.

## Història
El Santos nasqué l'11 de maig de 1973. El Santos Futebol Clube guanyà el campionat amapaense els anys 2000 i 2013 i la segona divisió el 2007. Participà en la Tercera Divisió brasilera el 1998.

## Palmarès
- Campionat amapaense:
  - 2000, 2013

- Campionat amapaense Segona Divisió:
  - 2007

## Estadi
El Santos Futebol Clube disputa els seus partits a l'Estadi Zerão. L'estadi té una capacitat per a 10.000 espectadors.